# کریستف پرمون
کریستف پرمون (انگلیسی: Christophe Prémont؛ زادهٔ ۲۲ نوامبر ۱۹۸۹ ‏(۳۵ سال)) دوچرخه‌سوار اهل بلژیک است.
از باشگاه‌هایی که در آن بازی کرده‌است می‌توان به ورانداس ویلمز–کرلان، دابلیوبی ورانکلاسیک آکوا پروتکت، لاندباوکردیت–کولناخو، و دابلیوبی ورانکلاسیک آکوا پروتکت اشاره کرد.